# Лин Сяоюй
Лин Сяоюй (кит. 凌 曉雨 Líng Xiǎoyǔ, яп. リン・シャオユウ Рин Сяою:) — игровой персонаж серии видеоигр в жанре файтинг Tekken от Bandai Namco. Дебютировав в Tekken 3, она продолжила появляться в каждой последующей игре серии. Сяоюй — весёлая девушка-подросток китайской национальности, являющаяся подругой главного героя серии Дзина Кадзамы, а также потенциальным любовным интересом. Она поставила перед собой цель спасти семью Мисима.
Помимо основной серии, Сяоюй появилась в различного рода товарах, основанных на тематике Tekken, других медиа продуктах, таких как художественный анимационный фильм Tekken: Blood Vengeance, а также в играх-кроссоверах от Bandai Namco, получив признание критиков и фанатов за свою личность, сексуальную привлекательность и роль сильного женского персонажа в видеоиграх.

## Появление

### СерияTekken
Шестнадцатилетняя девушка-подросток Сяоюй была обучена боевым искусствам её пожилым дедом Ваном Цзиньжэем в юном возрасте, который её опекал. Он считал, что она может достичь истинного величия, но был разочарован её легкомысленным поведением. Во время переезда с семьёй в Гонконг она замечает яхту дзайбацу «Мисима». Зная о влиянии корпорации во всём мире, Сяоюй смело идёт на судно в надежде встретиться с Хэйхати Мисимой, тем самым преследуя цель воплотить в жизнь мечту о собственном парке развлечений. Однако девушка была обнаружена личными телохранителями Хэйхати. Но когда он приходит туда, то видит, что все его люди избиты и разбросаны по палубе. Сяо угрожает напасть на Хэйхати, если тот не примет её вызов и не позволит участвовать в турнире «железного кулака». Он соглашается и обещает ей, что если она одержит победу в турнире, он исполнит её мечту и построит для неё парк развлечений. Лин тем временем поступает в Политехническую школу Мисимы, где позже она сдружилась с Михару Хирано и Дзином Кадзамой. В это время Хэйхати учит боевым искусствам Панду (гигантского медведя, питомца Сяо), в надежде, что Панда будет служить ей телохранителем.
Во время событий в игре Tekken 4, Сяоюй по-прежнему остаётся под опекой дзайбацу «Мисима». Когда она получает анонимное письмо, в котором её просят не доверять Хэйхати, поскольку он представляет непосредственную опасность для её жизни, она убеждается в том, что автором письма является не кто иной, как без вести пропавший после предыдущего турнира Дзин. Лин решает принять участие в четвёртом турнире «Железного кулака» в надежде, что ей удастся отыскать Дзина и раскрыть гнусные планы дзайбацу «Мисима». Позднее от злобных планов Хэйхати Сяоюй спасает Ёсимицу, который сообщает ей о смерти Хэйхати на турнире, что вызывает у неё чувство печали. Сяоюй берёт на себя задачу спасти семью Мисима и, по мере того как начинается пятый турнир, Лин узнаёт, что Хэйхати на самом деле всё ещё жив, но Дзин стремится убить его. И прежде чем она попытается остановить его во время шестого турнира, дзайбацу «Мисима» объявляет всемирную войну, а Сяоюй тем временем пытается спасти душу Дзина от зла, который теперь стоит во главе компании.
После исчезновения Дзина, Хэйхати восстанавливает контроль над корпорацией, а Лин тем временем проникает в её здание, чтобы найти информацию о том, где сейчас может быть Дзин. Пройдя глубоко внутрь объекта мимо охранников, Лин слышит голос Хэйхати, который отдаёт приказ найти Дзина. Девушка пытается проникнуть в комнату, откуда только что вышел Хэйхати, но её останавливает Клаудио Серафино. Сяо требует отвезти её к Дзину, но Клаудио отводит её на крышу и бросает ей вызов. Она принимает его, не осознавая истинные планы Клаудио.
Вне основной серии Лин Сяоюй появляется в многочисленных спин-оффах Tekken, включая Tekken Tag Tournament, Tekken Tag Tournament 2, Tekken Revolution и Street Fighter X Tekken.

### Дизайн и геймплей
В Tekken 3 возраст Сяоюй шестнадцать лет. В игру она была добавлена после того, как команда разработчиков пожелала видеть девушку-подростка в качестве играбельного персонажа, так как большинство остальных женских персонажей были старше двадцати пяти лет. Её чёрные волосы заплетены в косички во всех играх серии с момента её появления, в то время как её одежда варьировалась от модифицированного Ципао в Tekken 6 до школьной униформы в стиле когяру в компьютерном мультфильме Tekken: Blood Vengeance 2011 года.
Её боевой стиль состоит из различных китайских боевых искусств, в частности из багуачжан и пигуацюань. В своей книге 2003 года Kung Fu Cult Masters автор Лоен Хант писал, что её стиль очень похож на ушу, но с изящными балетными движениями и широкими экстравагантными позициями. Из основных особенностей её стиля можно выделить её умение уклоняться, что в случае с Лин подчёркивает скорость над силой. Её костюм является вариантом китайского платья ципао. Говорит на японском языке.

### Другие игры
Лин Сяоюй также появляется в Tekken 7, Tekken Card Challenge, Tekken Tag Tournament, Tekken Advance, Tekken R, Tekken Resolute, Tekken Bowl, Tekken Tag Tournament 2, Tekken Pachinko Slot 2, Tekken 3D: Prime Edition, Street Fighter X Tekken, Tekken Card Tournament, Tekken Revolution, Tekken Arena, CR Tekken, Tekken Pachinko Slot 3 и Galaga: TEKKEN Edition. В других играх Namco: Smash Court Tennis Pro Tournament 2, Project X Zone, Full Bokko Heroes X и Project X Zone 2. Доступна загружаемая раскраска Сяоюй и Алисы «Alisa & Xiaoyu» для Су-34 в игре Ace Combat: Assault Horizon и Ace Combat: Infinity. Костюм Сяоюй доступен как загружаемый контент в SoulCalibur V.

### В других медиа

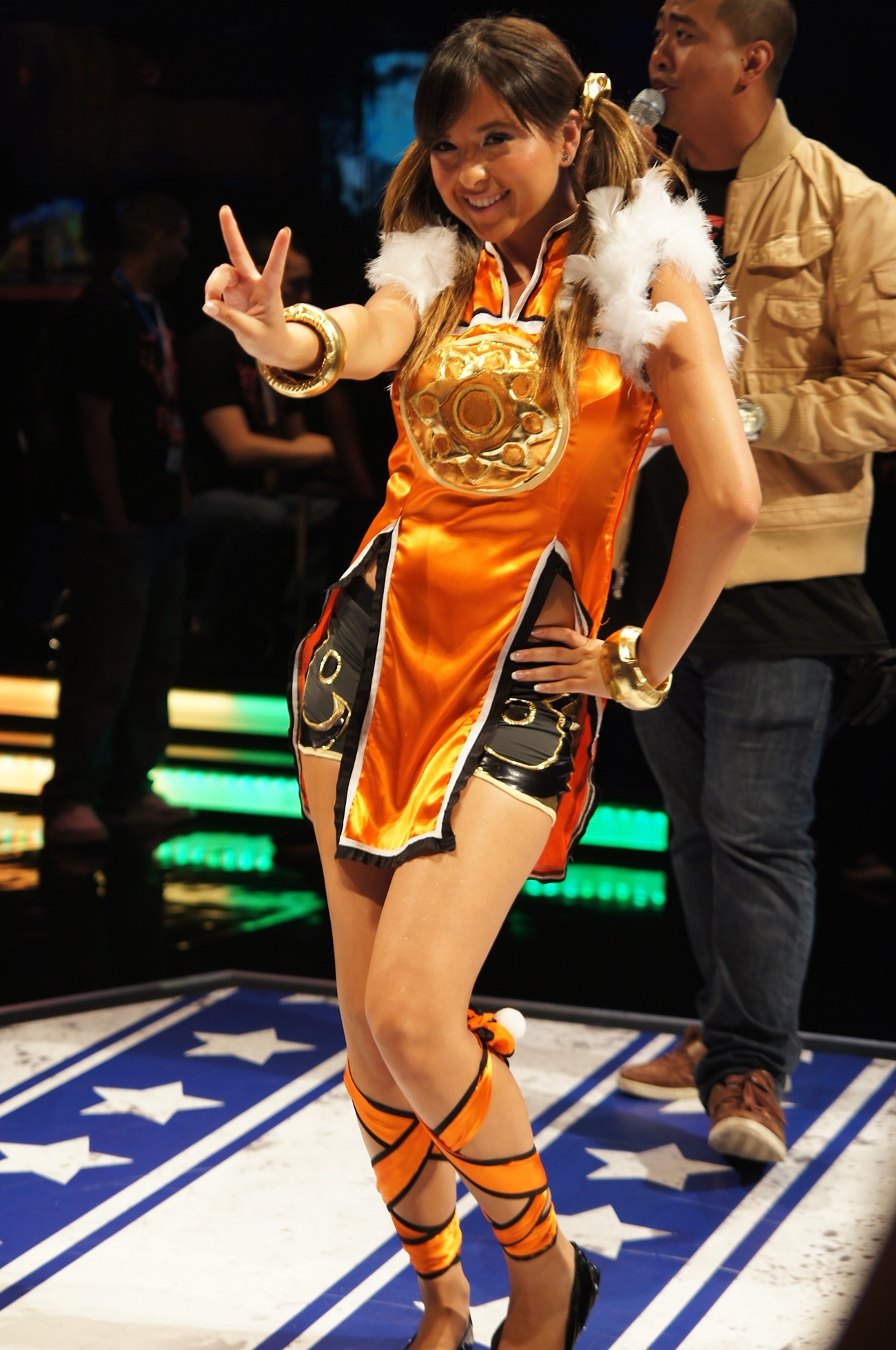
Клаудия Алан в роли Лин Сяоюй на Electronic Entertainment Expo 2012

Лин Сяоюй была исключена из аниме-фильма Tekken: The Motion Picture, однако появилась в прологе картины. Она является главным персонажем художественного анимационного фильма Tekken: Blood Vengeance, озвученная Мааей Сакамото. По сюжету она переводится в Киотскую Международную школу, будучи завербованной Анной Уильямс, чтобы шпионить за Сином Камией. Сяоюй знакомится с Алисой Босконович, которая выполняет то же задание по приказу Дзина Кадзамы. Девочки становятся подругами, однако обстоятельства вынуждают их встать на разные стороны баррикад. Впоследствии они приходят к примирению и укрываются в особняке их учителя Ли Чаолана. В финале картины Сяоюй наблюдает за противостоянием трёх поколений семьи Мисима, которое разрешается благодаря самопожертвованию Алисы.
Сяоюй была одной из женских персонажей Tekken, изображаемыми моделями на фотосессии журнала Maxim в 2006 году. Она была сыграна актрисой Суан Тхань Нгуен в короткометражном фильме Tekken Tag Tournament 2 в 2012 году, в то время как модель Клаудия Алан изобразила её в трейлере «Сила девушек», приуроченном к Tekken Tag Tournament 2, премьера которого состоялась на San Diego Comic-Con International 2012 года.
Она появляется в комиксах Tekken Forever, Tekken: Tatakai no Kanatani, Tekken Saga, Tekken Comic и Tekken: Blood Feud. В 1998 году Epoch Co. выпустили фигурку Сяоюй, на основе её появления в Tekken 3, которая была упакована с миниатюрной фигуркой Панды. Фигурка на основе её появления в Tekken 5 была выпущена в 2006 году. В 2013 году Kotobukiya выпустили её фигурку Бисёдзё в рамках своей серии игрушек к Tekken Tag Tournament 2.

## Отзывы и мнения
«По сравнению с её коллегами-бойцами, Сяоюй, возможно, является одним из самых безобидных персонажей в истории Tekken. Её не направляют ненависть, жадность или месть — она просто хочет создать парк развлечений для себя и своего питомца Панды».
Персонаж получил положительные оценки критиков и был хорошо принят общественностью. Роберт Воркман из GameDaily назвал Лин Сяоюй одной из своих любимых женских азиатских персонажей в видеоиграх. GameDaily причислил её к «птенцам, которые будут надирать вашу задницу», отметив, что "если вы ошибочно примите Лин Сяоюй за невинную школьницу, будьте готовы получить в нос.
В 2005 году Сяоюй была выбрана одной из пяти персонажей каналом G4 для участия в конкурсе «Выбор зрителей: Самая плохая хорошая девочка», однако победу одержала Рикку из Final Fantasy X. В 2006 году читатели польского издания GameStar поместили Сяоюй на 8-е место в опросе на звание «мисс видеоигр», где она стала вторым по популярности женским персонажем Tekken после Нины Уильямс. Читатели Digital Spy поставили Сяоюй на 4-е место в списке лучших персонажей, вслед за Ниной, Хвараном и Дзином Кадзамой. В официальном опросе фанатов, проведённом Namco, Сяоюй заняла 6-е место среди наиболее востребованных персонажей из Tekken X Street Fighter, получив 12,23% из 88 280 голосов. На протяжении всей серии Лин и Дзин поддерживают тесные отношения. Из-за этого фанаты часто спрашивали Хараду о том, перерастут ли эти отношения в романтические. Тем не менее, Харада воздержался от подтверждения или отрицания этих слов.
В 2011 году сценарист фильма Tekken: Blood Vengeance Дай Сато признался, что выбрал Сяоюй в качестве одной из двух главных персонажей, поскольку она «символизирует старые игры серии Tekken». В то же время, Скотт Фой из Dread Central в своём обзоре фильма заявил: «Я постоянно смеялся над… теми странными моментами, когда поведение Лин относительно Алисы создавало впечатление, что она хотела бы стать для неё кем-то большим, чем просто лучшей подругой». Критикуя сюжет фильма, Чарльз Уэбб из MTV.com сказал: «Лин и Син — не более чем пешки и в большой, в целом непонятной игре, которую проводят отец и сын, Кадзуя Мисима и Дзин Кадзама».